# Кобра мозамбіцька
Ко́бра мозамбі́цька (Naja mossambica) — отруйна змія з роду Справжні кобри родини Аспідові.

## Опис
Загальна довжина досягає 1,2—1,54 м. Голова витягнута, морда тупо закруглена. Тулуб стрункий із гладенькою лускою. Забарвлення коливається від світло-сірого до оливково-коричневого, а краї кожної лусочки — чорні. Черево має жовтий або рожевий колір, на горлі є деяка кількість темних плям або смуг.

## Спосіб життя
Полюбляє луки й рідколісся. Активна вночі. Живиться жабами, ящірками, дрібними ссавцями, сараною. При нападі роздуває широкий каптур та може викинути отруту.
Це яйцекладна змія. Самиця відкладає 10—20 яєць.

## Отруйність
Це одна з найнебезпечніших африканських змій, до того ж нервова й агресивна. Отрута викликає ураження тканин після укусу. 94 % укусів сталося в людських поселеннях, 82 % жертв укусів під час сну.

## Розповсюдження
Мешкає у східній та південній Африці.